# Montania
Montania (hiszp.: La Montaña) – pagórkowata kraina we wschodnim Peru, u wschodnich podnóży Andów Północnych; zachodnia część Niziny Amazonki. Obejmuje szereg niskich gór i pagórków, zbudowanych ze skał kredowych i paleogenicznych, których wysokość nie przekracza 1500 m n.p.m. Roczna suma opadów wynosi ponad 3000 mm. Region porośnięty gęstym wilgotnym lasem równikowym (selvas). Obszar wydobycia ropy naftowej i gazu ziemnego oraz eksploatacja lasów.